# 拉布登策
拉布登策（英語：Rabdentse）是印度東北部錫金邦的一個城鎮遺址，位於加爾辛格縣境內。該城鎮於1670年至1814年期間曾是錫金王國的首都。1814年，錫金遭受廓爾喀入侵，此城被毀，目前僅存宮殿和舍利塔遺址。